# (133243) Essen
Der Asteroid (133243) Essen wurde am 2. September 2003 an der Essener Walter-Hohmann-Sternwarte entdeckt und in der darauf folgenden Nacht, nach einer weiteren Beobachtung, dem Minor Planet Center gemeldet. Er erhielt daraufhin die provisorische Bezeichnung 2003 RT1. Nachdem in den darauf folgenden Jahren zahlreiche weitere Beobachtungen von zahlreichen Sternwarten durchgeführt wurden, konnte die Bahn schließlich mit einer großen Genauigkeit berechnet werden. Danach erhielt der Entdecker das Recht, einen Namen vorzuschlagen.
Im Sommer 2009 wurde dann der Namensvorschlag eingereicht, der unverändert akzeptiert wurde; die offizielle Bezeichnung ist nun (133243) Essen. Die Begründung des Namensvorschlags:
Essen, in the German agglomeration „Ruhrgebiet“, is the former center of German heavy industry. It has emerged as a modern city with various scientificand cultural activities. Essen is the location of the observatory where this minor planet was discovered. (Essen, im deutschen Ballungsraum „Ruhrgebiet“ gelegen, ist das frühere Zentrum der deutschen Schwerindustrie. Es hat sich zu einer modernen Stadt mit verschiedenen wissenschaftlichen und kulturellen Aktivitäten entwickelt. Essen ist der Standort der Sternwarte, an der dieser Kleinplanet entdeckt wurde.)